# Тюрмеровка
Тю́рмеровка — посёлок в Судогодском районе Владимирской области России, входит в Андреевское сельское поселение.

## География
Находится в 18 километрах к юго-востоку от Судогды и в 2 км от центра поселения посёлка Андреево на автодороге 17Р-1 Владимир — Муром.

### Уличная сеть
Всего в поселке 12 улиц: ул. Западная, ул. Земляничная, ул. Кооперативная, ул. Краснознаменная, ул. Луговая, ул. Молодёжная, ул. Муромская, ул. Песочная, ул. Пушкина, ул. Сосненская, ул. Тюрмеровский кордон, ул. Южная

## История

### До революции
Первое упоминание о поселке датируется XVIII веком — здесь находился постоялый двор. Вокруг Тюрмеровки (тогда небольшой поселок носил название Ликинск) К.Ф. Тюрмер сажал деревья, которые, в итоге, образовали лес. В 1913 году на средства полковника лейб-гвардии Владимира Храповицкого в поселке была построена больница со стационаром. Рядом с больницей находились служебные помещения и дом главного врача. Недалеко от больницы располагался небольшой завод.

### После Революции
После Революции посёлок начинает активно разрастаться. Большинство людей занимались сельским хозяйством. В 1960-х годах появился первый магазин. В 1980 году была открыта сельская библиотека, она располагалась в одном из помещений школы. Первоначальный фонд библиотеки составлял 6 тысяч экземпляров. На 1981 год выписывалось 24 журнала и 9 газет. В начале 1980-х годов в поселке появляется Костный завод. Стали строить новые двухэтажные дома с отоплением и водой. Также был перестроен магазин, построены детский сад и начальная школа. 
С 1929 года посёлок входил в состав Андреевского сельсовета Судогодского района, с 1947 года — в административном подчинении рабочего посёлка Андреево, с 2005 года — в составе Андреевского сельского поселения.
В 1999 году к 175-летию Карла Францевича Тюрмера в посёлке был поставлен памятный знак.

## Население
| 2010 | 2021 |
| ---- | ---- |
| 734  | ↘633 |

## Инфраструктура
В посёлке имеются дом культуры, кафе, магазины.